# 85

## Nașteri
- dată necunoscută: Marcion  (d. 160)